# Cheniménil
Cheniménil é uma comuna francesa na região administrativa do Grande Leste, no departamento de Vosges. Estende-se por uma área de 9.28 km². Em 2010 a comuna tinha 1 255 habitantes (densidade: 135,2 hab./km²).